# Marksänd digital-TV
Marksänd digital-tv, är tekniker för tv-distribution genom att digital television sänds från TV-master utplacerade på marken. Sändarna sänder på samma frekvensband som den äldre markbundna analoga televisionen. Mottagaren behöver en riktad TV-antenn på taket eller möjligen på TV-apparaten av samma typ som för analog television. TV-apparaten måste innehålla en särskild dekoder för marksänd digital-tv, eller kompletteras med en separat digital-tv-box med dekoder specifikt för ändamålet. 
Marksänd tv möjliggör i teorin färre tv-kanaler än de konkurrerande lösningarna kabel-tv, satellit-tv (det vill säga parabolantenn) och IP-TV. Marksänd tv möjliggör att politiska krav på innehåll, exempelvis rörande reklaminnehåll, kan ställas för att ge sändningstillstånd till programleverantörer.
Flera länder har ersatt det gamla analoga tv-nätet med digitala sändningar, och ytterligare länder planerar att göra det. År 2003 blev Berlin i Tyskland först i världen att släcka de analoga sändningarna och släckningen fortsatte genom landet och var i princip helt genomförd i november 2008. I Sverige genomfördes en stegvis släckning från den 19 september 2005 till den 29 oktober 2007, medan man i Finland stängde av hela analoga tv-nätet samtidigt den 1 september 2007. 
I Sverige distribueras all markbunden tv av Teracom. Försäljningen av abonnemang för betal-tv-kanaler i marknätet sköttes tidigare av Boxer TV Access. Den 2 januari 2025 upphörde Boxers sändningar i marknätet och sedan dess sänds enbart SVT:s kanaler, TV4 och TV Finland i det svenska marknätet.

## Teknik

### Jämförelse med analog markbunden tv
Digital-tv underlättar kryptering vilket möjliggör betal-TV-tjänster. I Storbritannien är nästan alla sändningar i det digitala nätet okrypterade, så man kan se runt trettio kanaler utan att betala för det.  I Sverige är några kanaler krypterade.
Digital-tv har fördelen framför analog tv-distribution att mångfalt fler TV-program kan sändas på samma frekvensutrymme, främst till följd av effektiv videokompression, vanligen enligt standarden MPEG-2. TV-sändare förbrukar mycket stora mängder elenergi, men med digital-tv kan detta reduceras genom att sändareffekten minskas och samma eller bättre täckning ändå uppnås. Dessutom är mottagarna inte lika känsliga för interferens (överhörning) från andra sändare som använder samma kanalfrekvens, till följd av effektiv felrättande kodning. Det betyder att samma kanalfrekvens kan återanvändas på många flera platser i landet, och fler kanalfrekvenser kan utnyttjas på samma ort än i analoga system. 
Digital teknik ger en flexibilitet som möjliggör olika TV-program kan få olika upplösning och kvalitet, att antal TV-program och deras prestanda kan ändras dynamiskt under dygnet så att olika program lånar kapacitet av varandra. Dessutom kan flera ljudkanaler med olika språk och olika datatjänster distribueras över samma sändarnät. 
En nackdel med digital teknik är omfattande tidsfördröjning, vilket märks vid kanalbyte. Analoga sändningar, exempelvis via radionätet och ibland via kabel-tv, av samma programinnehåll ligger flera hundra millisekunder tidigare. En annan nackdel med digital teknik är att vid störningar störs ofta bilden ut helt under flera tiondels sekunder medan man fortfarande kan skönja motivet bakom bruset vid analog transmission, eller att tillfälliga störningar är snabbare övergående vid analog sändning. Övergången till digital-tv har inneburit att befolkningen måste investera i ny mottagarutrustning, som ofta har krävt dubbla fjärrkontroller.

### Standarder
Tre etablerade standarder finns: ATSC för Nordamerika, ISDB-T för Japan och DVB-T för Europa. Det mesta av övriga världen har inte bestämt någon standard ännu. 
Sändarnät baserade på standarden DVB-T (Digital Video Broadcasting - Terrestrial) finns i dagsläget i bland annat Tyskland, Italien, Sverige, Norge, Storbritannien, Belgien och Finland, och många fler länder. DVB-T är avpassad för en nationell leverantör som sänder flera TV-program via samma mast och samma kanalfrekvenser, medan de amerikanska och japanska systemen möjliggör med smalbandiga frekvenskanaler och därmed enklare kan hantera att varje TV-station har en egen sändare. Det europeiska systemet DVB-T underlättar enkelfrekvensnätverk, det vill säga att alla sändare i en region som sänder samma tv-program kan sända på samma frekvens, utan att störa varandra utan tvärtom ge en diversitetsvinst. Därmed kan ändå fler program sändas på samma frekvensutrymme, och signalkvalitén förbättras till mottagare på utsatta positioner mellan flera sändare.
Flera nya tekniker för mobil marksänd mobil-TV finns, där DVB-H är ett exempel som förekommer i Europa, men ännu inte rönt särskilt stor framgång.
En ny version av DVB-T har introducerats, kallad DVB-T2, och som är avsedd för HDTV. Emellertid förekommer HDTV-sändningar med DVB-T-transmission sedan tidigare.

## Afrika
Bland annat Sydafrika och Kenya har inlett digitala sändningar. Nedsläckning av det analoga nätet i Sydafrika beräknas ske 2011.

## Asien
- Azerbajdzan
- I september 2004 sades det att Brunei var klara med förberedelserna och kunde inleda sändningar 2007.

## Europa
Alla sändningar i Europa sker med DVB-T-standarden.

### Belgien
I Belgien har nästan alla hushåll tillgång till kabel-tv, så marksänd television används bara i begränsad omfattning. Bland annat så sänder den Flamländska statsändaren VRT (Vlaamse Radio en Televisie) sina kanaler ”één” (”Ettan”) och ”Canvas”, plus ett antal radiokanaler, via DVB-T. Täckningen omfattar ännu ej hela Flandern, men planer finns att utvidga denna. I huvudstaden Bryssel finns även lokalsändare på DVB-T. I den fransktalande landsdelen är DVB-T inte särskilt utbyggt. Den belgiska sändningsutrustningen för analog television är på sina håll 15–20 år gammal, och man passar därför på att byta till digital sändningsteknik i och med att de gamla sändarna ska uppdateras. Analog släckning beräknas till senast år 2010.

### Danmark
I april 2006 inleddes nationella digitala marksändningar för DR1, DR2 och TV2. Detta innebar bland annat att DR2 nu kunde tas emot i hela landet. Den 22 juni 2005 beslutade en bred majoritet i Folketinget att det analoga nätet ska släckas. Detta skedde 2009-11-01.
Färöarna följer dock inte denna plan. De inledde sändningar redan 2002.
Under 2020 övergick sändningen till DVB-T2.

### Estland
Började sända digitalt 2008 och man kommer släcka det analoga sändningarna 1 juli 2010 för närvarande finns att tillgå 6st fria kanaler bl.a. ETV,ETV2,KANAL2.

### Finland
De finländska marksändningarna inleddes den 27 augusti 2001. I Finland kallar man multiplexer för kanalknippen. Det finns tre kanalknippen, A med Rundradions kanaler, B med MTV3 och Fyrans kanaler samt C med olika kanaler, bland annat betalkanaler. Kanalknippe A och B är breddade så att 99 procent av Finlands befolkning kan ta in de sändningarna. Kanalknippe C började sända 2004 och har inte lika stor täckning. Regeringen har tilldelat licenser för två nya kanalknippen. Kanalknippe D ska användas till DVB-H och E till rikssvenska samt betalkanaler. Alla analoga sändningar upphörde den 1 september 2007.
Ålands marksändningar är helt digitala. De utförs av Ålands Radio och TV till skillnad från övriga Finland. De digitala tv-sändningarna startade 2003 med SVT:s kanaler. 2005 startade sändningar av TV4 (Sverige), FST, TV1, och TV2 (Finland). Återstående analoga sändningar (SVT 1 och 2) stängdes av den 3 april 2006.

### Frankrike
De franska sändningarna inleddes officiellt den 31 mars 2005 med runt 14 gratiskanaler. I november 2011 beräknar man kunna släcka ned det analoga marknätet.

### Italien
Den 31 december 2012 har satts som en tidsgräns då övergången till digitalt sänd tv ska vara slutförd.

### Kroatien
Kroatiens digitala marksändningar rapporterades i juni 2005 vara igång från tre olika sändare. År 2010 beräknar man kunna släcka de analoga sändningarna. 
Under 2020 övergick sändningarna till DVB-T2.

### Norge
Officiella sändningar kom igång 1 september 2007. Den sista analoga sändaren stängdes den 1 december 2009. NRK:s utbud är gratis och okrypterat, medan TV2 (Norge) kommer att vara tillgängligt gratis, men krypterat fram till 2009. I Norge används MPEG-4-teknik, vilket innebär att det inte går att se norsk digital-tv med en svensk digital-tv-box över gränsen. Sedan 2008 finns det dock boxar med MPEG-4 att köpa även i Sverige och då går det utmärkt att se de norska okrypterade kanalerna (NRK) över gränsen.

### Storbritannien
Storbritannien var tidiga med sina sändningar som inleddes 1998. Vid starten gavs tre sändarnät till de existerande analoga programbolagen, medan resten auktionerades ut. Det blev ett företag som senare fick namnet ITV Digital som fick licensen. Det gick dock inte bra för ITV Digital som lades ner 2002. Istället tog ett nytt konsortium över multiplexrarna och tjänsten Freeview startades. Med hjälp av den kan man se ungefär 30 kanaler utan abonnemang, bara man har en marknätsbox.
En rikstäckande övergång till digitala marksändningar, region för region, inleddes den 17 oktober 2007 och ska vara fullt genomförd i mars 2013, då de sista sändarna i London, Tyne Tees och Ulster stängs av.

### Sverige
I Sverige inleddes sändningarna i april 1999.
De analoga sändningarna släcktes ner stegvis med början den 19 september 2005. Den 1 februari 2008 övergick Sverige helt till de digitala sändningarna.
I Sverige är det Radio- och TV-verket som ger tillstånd för att få sända i marknätet (undantaget licensavgiftsfinansierade sändningar, dvs SVT och UR, som får sändningstillstånd från regeringen), Teracom som sköter sändningarna samt Boxer TV Access som tar hand om försäljning av programkort för krypterade sändningar. Om programbolaget får tillstånd att sända i marknätet kan det välja mellan att sända fritt (okrypterat) eller sluta avtal med Boxer. För närvarande sänds SVT-kanalerna, SVT1, SVT2, Kunskapskanalen, SVTB, SVT24, SVT1 HD, SVT2 HD, TV4, TV6, TV Finland och ett antal lokala kanaler okrypterat i nätet. Övriga kanaler är kodade.
Det finns sex utbyggda sändarnät (multiplexer). Ett sjunde sändarnät för HDTV kommer byggas ut under 2010–2011. Fem av dem täcker 99 procent av befolkningen, en av dem 90 procent. Sammanlagt sänds 42 tv-kanaler, beroende på var man bor. Till fotbolls-VM 2006 startades en sjätte mux i Stockholmsområdet speciellt för de utlovade HD-sändningarna från VM.

### Tyskland
I Tyskland är digital marksänd tv tillgänglig i hela landet. Man hade först en omställningsperiod, då man sände både analogt och digitalt, innan man helt släckte de analoga sändningarna, vilket var genomfört den 25 november 2008 (så när som på en huvudsändare som släcktes i juni 2009). Den 4 augusti 2003 blev Berlin först i världen med att släcka sändningarna. De hade då haft en omställningsperiod från 1 november 2002.

### Österrike
I Österrike inleddes digitala försökssändningar i marknätet i april 2004. I början uppstod många problem på grund av särskilda elektromagnetiska förhållanden i Alperna. Digitala sändningar blev dock reguljära i hela landet i oktober 2006 efter ett antal tekniska anpassningar genomfördes.
Jämfört med andra länder i Europa började digital-TV-övergången i Österrike sent men skedde relativt snabbt, redan ett år efter lanseringen var 80 % av det analoga marknätet ur drift. De allra sista kvarvarande analoga sändarna släcktes slutligen i juni 2011.
Efterfrågan för marksänd digital-TV i Österrike är väldigt låg, eftersom 60 % av alla hushållen har parabol riktad mot satelliten Astra 19,2° öst som gör det möjligt att motta alla tyskspråkiga kanaler från både Österrike och Tyskland helt utan abonnemang. Inget annat land i Europa har en sådan hög spridning av digital satellitmottagning. Resten av hushållen som inte har parabol har vanligtvis anknytning till digitalt kabelnät eller IPTV via bredband och det är faktiskt mindre än 10 % av landets hushåll som återstår med TV-mottagning via marknätet.
Kanalerna i det digitala marknätet sänds okrypterade i DVB-T-standarden och det är ORF eins, ORF 2, ORF III, Puls 4, Servus TV, ATV, ORF Sport Plus och 3sat samt en kommersiell regionalkanal för varje delstat som sänds. Public-servicekanalen ORF 2 visar regionala nyheter och kanalen sänds då alltid dubbelt – med regionala nyheterna för det egna delstaten och för en granndelstat.
I svåråtkomliga områden i Alperna finns slavsändare med mindre sändareffekt som erbjuder endast public-servicekanalerna ORF eins och ORF 2 samt kommersiella ATV. Dessa tre kanaler sändes förr redan i det analoga marknätet och utgör det minimala basutbudet som måste sändas rikstäckande även om satellitmottagningen faktiskt är det enda sättet för TV-mottagning som används av hushållen i sådana regioner.
Dessutom finns många sändare som drivs av olika lokala småföretag som sänder lokala kanaler och vanligtvis ytterligare kommersiella kanaler.
I april 2013 inleddes sändningar i DVB-T2-standarden som komplement till det befintliga digitala marknätet som sänds i DVB-T-standarden.
De högupplösta kanalerna ORF eins HD, ORF 2 HD och Servus TV HD sänds då okrypterade. Dessutom infördes krypterade sändningar via DVB-T2. Lågprisabonnemangen (10 Euro per månad) kallas simpliTV och erbjuder både public-servicekanaler och några kommersiella kanaler från Tyskland samt ett fåtal internationella kanaler som CNN och Eurosport. DVB-T2 i Österrike är då faktiskt ett mycket nischat erbjudande som riktar sig framförallt åt de få hushåll som vill eller kan inte skaffa parabol, kabel-tv eller IPTV.

### Övriga länder
Andorra har en enda multiplex som täcker hela befolkningen
I Bosnien och Hercegovina har planerna på DVB-T stannat upp. Ett företag, Sartelcom, har bildats för att driva frågan vidare och få en eventuell licens. De säger att det är byråkratiska problem som ligger bakom.

### Sammanfattande tabell för Europa
| Land           | Digital start                             | Analog släckningsstart | Analogt släckningsslut  | Antal sändarnät       |
| -------------- | ----------------------------------------- | ---------------------- | ----------------------- | --------------------- |
| Andorra        | ?                                         | ?                      | 25 september 2007       | 1                     |
| Danmark        | 2006                                      | ?                      | 1 november 2009         | 5                     |
| Finland        | 27 augusti 2001                           | 1 september 2007       | 1 september 2007        | 4                     |
| Frankrike      | 17 januari 2005                           | 4 februari 2009        | November 2011           | ?                     |
| Irland         | ?                                         | ?                      | 2012                    |                       |
| Italien        | 1 januari 2004                            | 1 mars 2008 ?          | 31 december 2012 (prel) |                       |
| Norge          | 1 september 2007                          | 4 mars 2008            | 1 december 2009         | Upp till 3            |
| Ryssland       | 2010                                      | ?                      | 2015                    | ?                     |
| Spanien        | 19 november 1999                          | 2009                   | 3 april 2010            | ?                     |
| Storbritannien | 1998                                      | 17 oktober 2007        | Mars 2013               | Upp till 5            |
| Sverige        | April 1999                                | 19 september 2005      | 29 oktober 2007         | 7 (MUX1-5 SD, 6-7 HD) |
| Tyskland       | 1 november 2002                           | 1 november 2002        | Juni 2009               | Upp till 6-7          |
| Österrike      | 2004 (försök) 26 oktober 2006 (reguljärt) | 5 mars 2007            | 2010                    | upp till 6            |

- ? = Uppgift saknas

## Oceanien

### Australien
I Australien sker sändningar via digitalt marknät med DVB-T-standard.

## Nordamerika
USA släckte ner sina analoga marksändningar den 13 juni 2009.

## Sydamerika
Brasilien inledde gratis digitala HD-sändningar den 2 december 2007 i São Paulo, vilka i januari 2008 utökades till Brasilia, Rio de Janeiro och Belo Horizonte. Parallella analoga/digitala sändningar kommer att fortsätta till och med juni 2016, då det analoga nätet släcks.
Planerade släckningsår för andra länder i Sydamerika är: Chile 2018, Colombia 2019 och Peru 2020.